# Clytocosmus lichtwardti
Clytocosmus lichtwardti är en tvåvingeart som beskrevs av Riedel 1920. Clytocosmus lichtwardti ingår i släktet Clytocosmus och familjen storharkrankar. Inga underarter finns listade i Catalogue of Life.